# Fateh Singh Rao Gaikwar (I)
Shrimant Maharaja Fateh Singh Rao Gaikwar, Sena Khas Khel Shamsher Bahadur fou regent de Baroda, quart fill de Shrimant Maharaja Damaji Rao Gaikwar, Sena Khas Khel Shamsher Bahadur, Maharajà de Baroda.
A la mort del seu pare Damaji Rao, va reclamar el tron pel seu germà gran Sayaji Rao I Gaikwar, un xic retardat mental; el fill més gran de tots, que estava absent, presoner a Poona, Govind Rao Gaikwar, va reclamar tanmateix la successió o gaddi. El peshwa va fer de mediador i va alliberar a Govind Rao que era a Poona i el va reconèixer com a Sena Khas Khel a canvi de pagar un fort tribut. Fateh Singh Rao Gaikwar (I), es va apoderar de la ciutat de Baroda en nom de Sayaji Rao. El 1771 Fateh Singh va anar a Poona i va obtenir del peshwa la revisió de la seva decisió; Sayaji Rao va ser reconegut com a Sena Khas Khel i Fateh Singh com el seu mutalik; just llavors Khande Rao, fill petit de Pilaji Rao Gaikwar i germà per tant de Damaji, que era governador de Kadi, va iniciar una agitació, nominalment al servei d'un o altre pretendent, alternativament. Fateh Singh, convençut que en aquesta situació el govern de Poona annexionaria Gujarat, va retornar a Baroda i va iniciar contactes amb la Companyia Britànica de les Índies Orientals. El 1772 quan Broach fou conquerida per assalt pels britànics va signar un tractat amb el govern de Bombai per una partició dels ingressos dels territoris conquerits, però altres propostes de Fateh Singh foren refusades i Fateh i Govind van lluitar per un temps sense intervenció exterior.
Raghuba mentre havia aconseguit ocupar el poder com a peshwa i va anul·lar la decisió que afavoria a Sayaji Rao i va reconèixer al seu antic aliat Govind Rao com a Sena Khas Khel. Raghuba no obstant fou expulsat de Poona no gaire després i es va establir una regència en nom del seu besnebot Madhava Rao II, un infant; el març de 1775, va obtenir el suport del govern de Bombai amb el qual va signar el tractat de Surat en el qual es comprometia a obtenir de Govind Rao Gaikwar la cessió de la seva meitat en els ingressos de Broach (ciutat i pargana) a favor de la companyia britànica, i a canvi seria ajudat a recuperar el poder; però el tractat fou desautoritzat pel governador general que va signar un tractat diferent (Tractat de Purandhar) amb la regència de Poona (1776) i altre cop els rivals de la família Gaikwar van mantenir la disputa entre ells sense intervenció. El febrer de 1778 en circumstàncies poc conegudes, Fateh Singh va aconseguir altre cop el nomenament pel seu pupil (o per ell mateix segons algunes versions) del títol de Sena Khas Khel (16 d'agost de 1778), i Govind Rao es va haver d'acontentar amb un jagir de 2 lakhs.
Fateh Singh va dedicar la primera part del seu govern a recuperar de la companyia britànica Broach els territoris adjunts retornats als marathes pel tractat de Purandhar de 1776 i que els britànics encara conservaven; els esforços no van tenir èxit; el 1779 una segona guerra va esclatar entre la regència de Poona i els britànics, i Fateh Singh es va declarar aliat dels segons i es va signar un tractat a Kandila (Dabhoi) el gener del 1780 pel qual el Gaikwar esdevenia independent del peshwa i conservava la seva meitat dels ingressos de Gujarat mentre els britànics agafarien la part del peshwa. Aquest acord no obstant fou pràcticament anul·lat pel tractat de Salbai: el febrer de 1780 Holkar d'Indore i Sindhia de Gwalior, aliats del peshwa, van travessar el riu Narbada i van atacar Dhaboi defensada per James Forbes; després la guerra va seguir sense resultats decisius; Fateh va restar fidel als britànics no obstant els esforços de Sindhia per portar-lo al seu bàndol i el maig de 1782 es va signar el tractat de Salbai que retornava als Gaikwar a la seva antiga posició, encara que almenys sense perdre res; en endavant hauria de pagar tribut a Poona com abans. Fateh Singh va morir el 21 de desembre de 1789 i el seu lloc el va ocupar un altre germà, Manaji Rao Gaikwar. Es va casar una sola vegada i va deixar només una filla.